# 高万国
高万国（고만국，1984年6月17日—），朝鲜族，是中国足球运动员，目前效力于中甲联赛延边长白虎。
1998年，高万国成为唯一一名被上海申花选送到巴西留学的吉林籍球员，但是回国后他一直未能进入申花一线队，2004年初被挂牌，转会回到故乡延边队。不过一年后，他又被刚刚搬迁到上海的中超升班马上海中邦选中，回到了上海。
2007年初，改名联城的中邦与上海申花合并，高万国再次回到申花，不过由于球队人员过剩很快提出转会，加盟了中甲南昌八一。2009年，志在冲超的南昌签入大批内外援，高万国逐渐失去位置，于二次转会期加盟安徽九方。2010年初，高万国加盟沈阳东进。
2011年，高万国重返延边长白虎效力。
2013年，加盟乙级联赛球队江西联盛。
2014年，高万国第三次为延边长白虎效力。